# Kyou wo Ikiyou
Kyou wo Ikiyou é o primeiro single da carreira solo de Hironobu Kageyama. Foi lançado em 1º de outubro de 1981 pela Climax Records e possui duas faixas, a homônima e "Lonely Night".

## Produção
Esse foi o primeiro single de Kageyama em sua carreira solo após o fim da sua banda LAZY (que se reuniria em 1998). Curiosamente, a capa do single ainda contém o nome artístico Michell, que o cantor usava quando era membro do LAZY.
A faixa-título é um cover de "Let's Live for Today", da banda The Grass Roots. Entretanto, esta em si já era cover de "Piangi con Me", da banda britânica The Rokes. A composição original foi feita por Norman David Shapiro, guitarrista e vocalista do The Rokes, juntamente com Mogol (nome artístico de Giulio Rapetti), que também escreveu a letra original, traduzida aqui para o japonês por Rumiko Hoshika. O arranjo fico por conta de Hiroki Inui, que trabalhou em inúmeras composições de músicas de animes, como Soukou Kihei Votoms e Aoki Ryuusei SPT Layzner.
Já a segunda faixa, "Lonely Night", foi composta e escrita pelo próprio Kageyama sob o pseudônimo Nobuhiro Yamakage (um anagrama de seu nome).

## Legado
Ambas as faixas foram selecionadas para serem inclusas na coletânea Golden☆Best, que celebrava os primeiros anos da carreira solo de Kageyama. "Kyou wo Ikiyou" está presente em seu primeiro álbum como cantor solo, Broken Heart. Esta última também foi inclusa no álbum Hangeki no Ouchi Rock, onde recebeu um novo arranjo (feito pela filha do cantor, Nana Kageyama) e foi renomeada para "Live for Today!".

## Recepção
Sobre "Kyou wo Ikiyou", o site Shiosairec disse que "Inui é um tecladista e arranjador que é um dos melhores no mundo do jazz japonês, fazendo desta uma obra que tira proveito dos poderosos vocais de Kageyama.", já sobre "Lonely Night", diz que "é uma mistura melancólica de rock com bossa nova, com um som agradável que remete até a Carlos Santana."

## Faixas
| Lado A         |                  |                                   |                                       |                |         |  |
| N.º            | Título           | Letras                            | Música                                | Arranjo        | Duração |  |
| 1.             | "Kyou wo Ikiyou" | Mogol e Rumiko Hoshika (tradução) | Giulio Rapetti e Norman David Shapiro | Hiroki Inui    | 3:12    |  |
| Duração total: | Duração total:   | Duração total:                    | Duração total:                        | Duração total: | 3:12    |  |

| Lado B         |                |                   |                |                  |         |  |
| N.º            | Título         | Letras            | Música         | Arranjo          | Duração |  |
| 1.             | "Lonely Night" | Nobuhiro Yamakage | N. Yamakage    | Katsunori Ishida | 4:37    |  |
| Duração total: | Duração total: | Duração total:    | Duração total: | Duração total:   | 4:37    |  |